# Escaramuza entre Afganistán y Pakistán de 2017
La escaramuza entre Afganistán y Pakistán de 2017 se desarrolló el 5 de mayo, se produjo una escaramuza armada después de que las fuerzas afganas atacaran a un equipo de censo paquistaní en Chaman, en Pakistán, cerca de la frontera con Afganistán. Al menos 15 personas murieron en ambos lados en el enfrentamiento fronterizo inmediato. Es uno de una serie de incidentes fronterizos similares entre los dos países.

## Antecedentes
En febrero de 2017, Pakistán cerró los cruces fronterizos de Torkham y Chaman por razones de seguridad tras el atentado suicida de Sehwan. Horas después de la explosión, el Ejército de Pakistán supuestamente lanzó «ataques» contra bases militantes en Nangarhar, Afganistán. En marzo, 32 días después de su cierre, el primer ministro paquistaní Nawaz Sharif ordenó la reapertura de la frontera entre Afganistán y Pakistán como un «gesto de buena voluntad». Posteriormente, el gobierno paquistaní decidió cercar partes seleccionadas de la frontera del país con Afganistán. El 5 de abril, un portavoz del Ministerio de Relaciones Exteriores afgano dijo que Kabul podría recurrir a la acción militar si la diplomacia no resolvía el problema de la línea fronteriza.
La frontera entre Afganistán y Pakistán, conocida como la Línea Durand, atraviesa la patria étnica pastún, dividiendo la región entre los dos países. Históricamente, el gobierno afgano ha disputado la frontera y se ha resistido a los intentos de control fronterizo o cercado, tensando los lazos entre ambas naciones. El Ministerio de Relaciones Exteriores afgano afirmó que también había «advertido» a Pakistán que no realizara su censo en las aldeas cercanas a la zona fronteriza.

## Incidente
El 5 de mayo, un equipo del censo pakistaní que estaba recopilando datos de población fue atacado por las fuerzas afganas. Funcionarios paquistaníes dijeron que los combates comenzaron después de que las fuerzas de seguridad afganas dispararon contra los trabajadores del censo y las tropas que los escoltaban. El equipo estuvo presente en las aldeas de Killi Luqman y Killi Jahangir, ubicadas cerca de la frontera en el lado paquistaní. Según Pakistán, la Policía de Fronteras afgana había sido notificada de antemano de las actividades del censo en curso, pero las fuerzas afganas comenzaron a crearles obstáculos desde el 30 de abril.
Samim Khaplwak, un portavoz afgano del gobernador de Kandahar, afirmó que el equipo del censo paquistaní se había desviado hacia Afganistán. Un portavoz del Ministerio de Relaciones Exteriores afgano afirmó que las aldeas estaban ubicadas en el distrito de Spin Boldak, en su lado de la Línea Durand disputada por Afganistán, identificándolas como Loqman y Haji Nazar. Dijo que las fuerzas afganas dispararon contra el personal paquistaní.
A cambio, las fuerzas paquistaníes atacaron a las fuerzas afganas. Por parte de Pakistán, nueve personas, entre ellas tres mujeres y cinco niños, murieron mientras que otras 40 resultaron heridas. Los cuatro guardias fronterizos de Afganistán murieron, mientras que 37 personas, incluidas 14 fuerzas de seguridad, resultaron heridas. Se informó que dos civiles afganos murieron en los bombardeos paquistaníes. El Ejército de Pakistán dijo que destruyó al menos cinco puestos de control afganos en represalia, matando a más de 50 miembros del personal de seguridad afgano e hiriendo a otros 100. También dijo que dos soldados paquistaníes también murieron y otros nueve resultaron heridos. Además, el ejército dijo que Afganistán pidió un alto el fuego que Pakistán aceptó. Un portavoz del gobierno afgano dijo que «rechazaron totalmente» las cifras de víctimas de Pakistán como «muy falsas». El enviado de Afganistán a Pakistán, Omar Zakhilwal, dijo que solo dos soldados afganos murieron y siete resultaron heridos. Afirmó: «El choque de Chaman también dejó víctimas, muertes y heridos en el lado de Pakistán, pero nosotros, en lugar de celebrarlo, lo llamamos desafortunado y lamentable».

## Reacción
Un portavoz de la policía de Kandahar dijo a Reuters que el equipo paquistaní estaba utilizando el censo como cobertura para «actividades maliciosas y para provocar a los aldeanos contra el gobierno».
El inspector general del Cuerpo de Fronteras de Pakistán, el general de División Nadeem Ahmed, dijo que las fuerzas afganas se habían inmiscuido en territorio paquistaní y habían tomado posiciones ocupando casas allí. Dijo que los afganos habían atacado a poblaciones civiles y utilizado a los aldeanos como escudos humanos, pero se retiraron de sus posiciones después de que las fuerzas paquistaníes lanzaron un asalto. También agregó que la frontera internacional de Pakistán era «no negociable y no se hará ningún compromiso al respecto», y que la agresión afgana fue el resultado de la colusión de su gobierno con la India.
El comandante del Comando Sur del Ejército de Pakistán, el teniente general Aamer Riaz, calificó la ofensiva afgana de «tonta» y dijo que Pakistán respondería a tales ataques con «toda su fuerza». En una entrevista con Radio Pakistán, comentó: «Tales ataques no beneficiarán a Afganistán de ninguna manera y su gobierno debería avergonzarse de estas acciones imprudentes». Dijo que la frontera de Chaman permanecería cerrada hasta que «Afganistán cambie su comportamiento».
El ministro de Defensa de Pakistán, Khawaja Muhammad Asif, declaró que si las fronteras de Pakistán fueron «violadas y se produce una mayor destrucción, entonces los responsables tendrán que pagar el precio. Vengaremos a aquellos que nos causan destrucción». Dijo que Afganistán se había dado cuenta de que tenía «la culpa», y que Pakistán esperaba resolver el asunto, pero no recibió una «respuesta positiva». También pidió al gobierno afgano que ponga fin al terrorismo.

## Consecuencias
El cruce fronterizo Wesh-Chaman fue cerrado como resultado de la escaramuza. El cierre de la frontera dio lugar a la suspensión de la repatriación de refugiados afganos. El 8 de mayo, se reanudaron las actividades censales detenidas en las zonas urbanas de Chamán. El 12 de mayo, el paso fronterizo fue parcialmente reabierto para las mujeres, los niños y las personas enfermas. El área está habitada por la tribu Achakzai a ambos lados de la frontera. Tras la escaramuza, los civiles de ambos bandos fueron evacuados a lugares más seguros. En Quetta, un grupo de manifestantes organizó una manifestación frente al consulado afgano condenando a las fuerzas afganas.
Después de una serie de reuniones de bandera, ambas partes iniciaron negociaciones. Se acordó que se realizaría un estudio geológico (sic) o geodésico conjunto para demarcar la zona fronteriza, y que se consideraría Google Maps para este fin. Según Dawn, la parte paquistaní «dejó claro» a los afganos que las dos aldeas afectadas por el incidente pertenecían al lado paquistaní de la frontera. El 11 de mayo, los informes de la encuesta completaron se enviaron a los gobiernos de ambos países. El 27 de mayo, Pakistán dijo que abrió la frontera por «razones humanitarias» después de una solicitud de las autoridades afganas, tras el inicio del Ramadán. Esto marcó el final de un cierre que duró 22 días.